# Ivan Balenović
Ivan Balenović je hrvatski književnik i urednik iz Petrovaradina.

## Djela
(izbor)
- Pred tminama, sabrana poezija (Stanislav Preprek, Ivan Balenović, Draško Ređep, Đuro Rajković), 2004.[2]
- Prognanik iz svijeta svjetlosti : život i djelo Stanislava Prepreka“, Zavod za kulturu vojvođanskih Hrvata (Nagrada Emerik Pavić za 2012.)[3]

## Nagrade
Dobitnik je nagrade za životno djelo na području književnosti »Balint Vujkov – Dida« za 2013. godinu, na XII. Danima Balinta Vujkova – danima hrvatske knjige.